# 卡特里娜·吉尤
卡特里娜·杰奎琳·里韦拉·吉尤（英語：Katrina Jacqueline Rivera Guillou；1993年12月19日—），菲律宾女子足球运动员，司职进攻中场，目前效力于华盛顿特区能源足球俱乐部和菲律宾国家女子足球队。她曾代表菲律宾参加2022年亚足联女子亚洲杯和2023年国际足联女子世界杯等多场国际赛事。